# Orthogonis scapularis
Orthogonis scapularis là một loài ruồi trong họ Asilidae. Orthogonis scapularis được Wiedemann miêu tả năm 1828. Loài này phân bố ở miền Ấn Độ - Mã Lai và miền Australasia.